# 那思镇
那思镇，是中华人民共和国广西壮族自治区钦州市钦南区下辖的一个乡镇级行政单位。

## 行政区划
那思镇下辖以下地区：
合江村、禄宦塘村、米子村、那京村、那思村、塘底村、定蒙村、茶蓝垌村、牛寮水村和扁陂村。